# Министерство обороны Приднестровской Молдавской Республики
Министерство обороны Приднестровской Молдавской Республики — центральный орган исполнительной власти и военного управления, в подчинении которого находятся Вооружённые силы Приднестровской Молдавской Республики (ВС ПМР). 
Министр обороны Приднестровской Молдавской Республики подчиняется непосредственно Президенту Приднестровской Молдавской Республики по вопросам, относящимся к конституционным полномочиям Президента Приднестровья. Министерство обороны ПМР возглавляет Министр, которого назначает на должность и освобождает от должности Президент Приднестровья в установленном законодательством порядке.

## Основные задачи
Основными задачами Министерства обороны Приднестровья являются:
1. участие в реализации государственной политики по вопросам обороны и военного строительства, координация деятельности государственных органов и органов местного самоуправления из подготовки государства к обороне;
2. участие в анализе военно-политической обстановки, определение уровня военной угрозы национальной безопасности ПМР;
3. обеспечение функционирования, боевой и мобилизационной готовности, боеспособности и подготовки Вооружённых Сил к выполнению положенных на них функций и задач;
4. проведение государственной военной кадровой политики, мероприятий по реализации социально-экономических и правовых гарантий военнослужащих, членов их семей и работников Вооружённых сил;
5. развитие военного образования и науки, укрепление дисциплины, правопорядка и воспитание личного состава;
6. взаимодействие с государственными органами, общественными организациями и гражданами, международное сотрудничество;
7. контроль за соблюдением законодательства в Вооружённых силах, создание условий для демократического гражданского контроля над Вооружёнными Силами.

## История создания Вооружённых сил ПМР
Приднестровская Молдавская Республика создавалась как мирное государство, и вначале вопрос о формировании вооружённых сил не стоял. Однако с первых дней своего существования республика была вынуждена противостоять внешней агрессии. 2 ноября 1990 года, через два месяца после провозглашения республики, в Приднестровье пролилась первая кровь — против безоружного населения г. Дубоссар вооружённые формирования ОПОН Молдовы применили оружие. Со стороны руководства и националистического Народного фронта Молдовы постоянно раздавались призывы к применению силы против Приднестровья. В сложившейся ситуации народ республики начал принимать меры к своей защите — создавались рабочие отряды содействия милиции (РОСМ), рабочие дружины самообороны и другие формирования.
6 сентября 1991 года, спустя год после образования ПМР, Верховный Совет, исходя из складывающейся обстановки, принял Постановление «О мерах по защите суверенитета и независимости республики», которым было определено создание Республиканской гвардии. С этого момента началось планомерное строительство Вооружённых Сил республики.
3 сентября 1992 года Верховный Совет утвердил Концепцию строительства и развития Вооружённых Сил Приднестровской Молдавской Республики. К концу 1992 года первый этап строительства Вооружённых Сил был закончен — сформированы все основные структуры в составе Министерства обороны, сформированы в новой организационно-штатной структуре все соединения, части и подразделения, разработаны планы боевой и мобилизационной готовности, спланирована боевая подготовка на 1993 год. С января 1993 года Вооружённые Силы приступили к плановой боевой, оперативно-тактической и мобилизационной подготовке. 14 марта 1993 года весь личный состав Вооружённых Сил был приведён к Военной присяге ПМР.
Для военнослужащих Министерства обороны ПМР установлен праздничный день 6 сентября — день Вооружённых Сил, который распространяется на все Вооружённые силы ПМР. Но вместе с тем на основании Постановлений Верховного Совета бывшего СССР установлены профессиональные праздники для различных видов и родов войск (день артиллериста, танкиста и т. д.), которые охватывают все виды и рода войск ВС ПМР.

## Руководство
По Конституции ПМР Президент Приднестровской Молдавской Республики является Главнокомандующим Вооружёнными силами Приднестровской Молдавской Республики и в силу этого самостоятельно либо по согласованию с Верховным Советом принимает любые законные меры, направленные на укрепление обороноспособности Республики.

### Министры обороны
| № | ФИО                              | Звание            | Дата назначения | Дата освобождения | Примечания                                                                                                   |
| - | -------------------------------- | ----------------- | --------------- | ----------------- | --- |
| 1 | Кицак, Стефан Флорович           | генерал-майор     | сентябрь 1991   | сентябрь 1992     | |
| 2 | Хажеев, Станислав Галимович      | генерал-полковник | 8 сентября 1992 | 17 января 2012    | |
| 3 | Лукьяненко, Александр Алексеевич | генерал-майор     | 24 января 2012  | 30 декабря 2015   | |
| 4 | Гоменюк, Олег Владимирович       | генерал-майор     | 30 декабря 2015 | 18 августа 2016   | Указ Президента ПМР № 453 «О назначении на должность министра обороны Приднестровской Молдавской Республики» |
| 5 | Паулеско, Руслан Васильевич      | генерал-майор     | 18 августа 2016 | 26 декабря 2016   | Указ Президента ПМР № 307 «О назначении на должность министра обороны Приднестровской Молдавской Республики» |
| 6 | Обручков, Олег Александрович     | генерал-лейтенант | 26 декабря 2016 | ныне в должности  | |

### Начальники Главного штаба Вооружённых сил
| № | ФИО                              | Звание            | Дата назначения | Дата освобождения | Примечания |
| - | -------------------------------- | ----------------- | --------------- | ----------------- | --- |
| 1 | Просовецкий, Владимир Евгеньевич | генерал-майор     | 22 января 1993  | 14 августа 1998   | |
| 2 | Лепихов, Николай Иванович        | генерал-майор     | август 1998     | 13 мая 2006       | |
| 3 | Атаманюк, Владимир Иванович      | генерал-лейтенант | июнь 2006       | январь 2012       | Указ президента ПМР Об освобождении от исполнения обязанности первого заместителя министра обороны в связи с поданным рапортом                                               |
| 4 | Оржеховский, Валерий Антонович   | полковник         | январь 2012     | июль 2013         | Указ президента ПМР О назначении начальника Главного штаба Вооружённых сил — первого заместителя министра обороны ПМР                                                        |
| 5 | Гоменюк, Олег Владимирович       | генерал-майор     | июль 2013       | 30 декабря 2015   | Указ Президента ПМР №315 «О назначении на должность начальника Главного штаба Вооруженных сил – первого заместителя министра обороны ПМР                                     |
| 6 | Паулеско, Руслан Васильевич      | полковник         | 19 января 2016  | 18 августа 2016   | Указ Президента ПМР №9 «О назначении на должность начальника Главного штаба Вооруженных сил – первого заместителя министра обороны Приднестровской Молдавской Республики»    |
| 7 | Герасютенко, Сергей Павлович     | генерал-майор     | 6 сентября 2016 | 7 сентября 2020   | Указ Президента ПМР № 344 «О назначении на должность начальника Главного штаба Вооруженных сил – первого заместителя министра обороны Приднестровской Молдавской Республики» |
| 8 | Михайлов, Павел Владимирович     | генерал-майор     | 7 сентября 2020 |                   | |